# 자키르 바칼리아 후세인
자키르 바칼리아 후세인(Zakir Bakalia Husain, 1898년 11월 2일 ~ 1971년 5월 24일)은 지난날 파키스탄 정치가였으며 훗날 방글라데시 창건 원로의 일원이 되기도 하였다.

## 주요 이력
영국령 인도 제국 경찰 출신이자 파키스탄 행정경찰 출신인 그는 1960년 6월 14일에서 1962년 6월 8일까지 2년간을 파키스탄 내무장관 직책을 지냈다.